# Broncho Billy's Strategy
Broncho Billy's Strategy è un cortometraggio muto del 1913 interpretato e diretto da Gilbert M. 'Broncho Billy' Anderson.

## Produzione
Il film fu prodotto dalla Essanay Film Manufacturing Company. Il western venne girato a Niles (che, in seguito, diventò distretto di Fremont), sede decentrata della Essanay, casa di produzione di Chicago. Broncho Billy individuò la cittadina californiana come location ideale per i suoi film di cow boy che dovevano essere girati all'aria aperta.

## Distribuzione
Distribuito dalla General Film Company, il film - un cortometraggio di una bobina - uscì nelle sale cinematografiche USA il 28 giugno 1913.